# Багиров, Аллахверды Садых оглы
Аллахверди Садых оглы Багиров (азерб. Allahverdi Sadıq oğlu Bağırov; 1898, Елизаветпольский уезд — 1983, Кировабад) — советский азербайджанский хлопковод, Герой Социалистического Труда (1948).

## Биография
Родился в 1898 году в селе Шахахмедли Елизаветпольского уезда Елизаветпольской губернии (ныне Дашкесанский район Азербайджана).
С 1929 года председатель колхоза имени Ленина, колхоза имени Маленкова Сафаралиевского района, позже бригадир в совхозе «Гянджа» Ханларского района. В 1947 году получил урожай хлопка 85,5 центнеров с гектара на площади 10 гектаров, в 1954 году колхоз имени Маленкова под руководством Багирова получил урожай 32 центнера с гектара на площади 315 гектаров. Под руководством Аллахверди Багирова колхоз выполнял заранее план, в 1954 году 39 работников награждены орденами и медалями СССР, а 17 работников участвовали в ВСХВ. Председатель характеризовался как опытный и умелый работник и хозяйственник.
Указом Президиума Верховного Совета СССР от 10 марта 1948 года за получение в 1947 году высоких урожаев хлопка Багирову Аллахверды Садых оглы присвоено звание Героя Социалистического Труда с вручением ордена Ленина и золотой медали «Серп и Молот».
Активно участвовал в общественной жизни Азербайджана. Член КПСС с 1932 года. Депутат Верховного Совета Азербайджанской ССР 3-го, 4-го и 5-го созыва.
Скончался в 1983 году в городе Кировабад.